# 亨利兄弟陨石坑
亨利兄弟陨石坑（Henry Frères）是位于月球正面西南高地上的一座撞击坑，其名称取自十九世纪二位法国天文学家暨光学设计师、曾先后发现了14颗小行星的保罗·亨利和普罗斯珀·亨利兄弟（1848年-1905年；1849年-1903年），1961年被国际天文学联合会批准接受。

## 描述

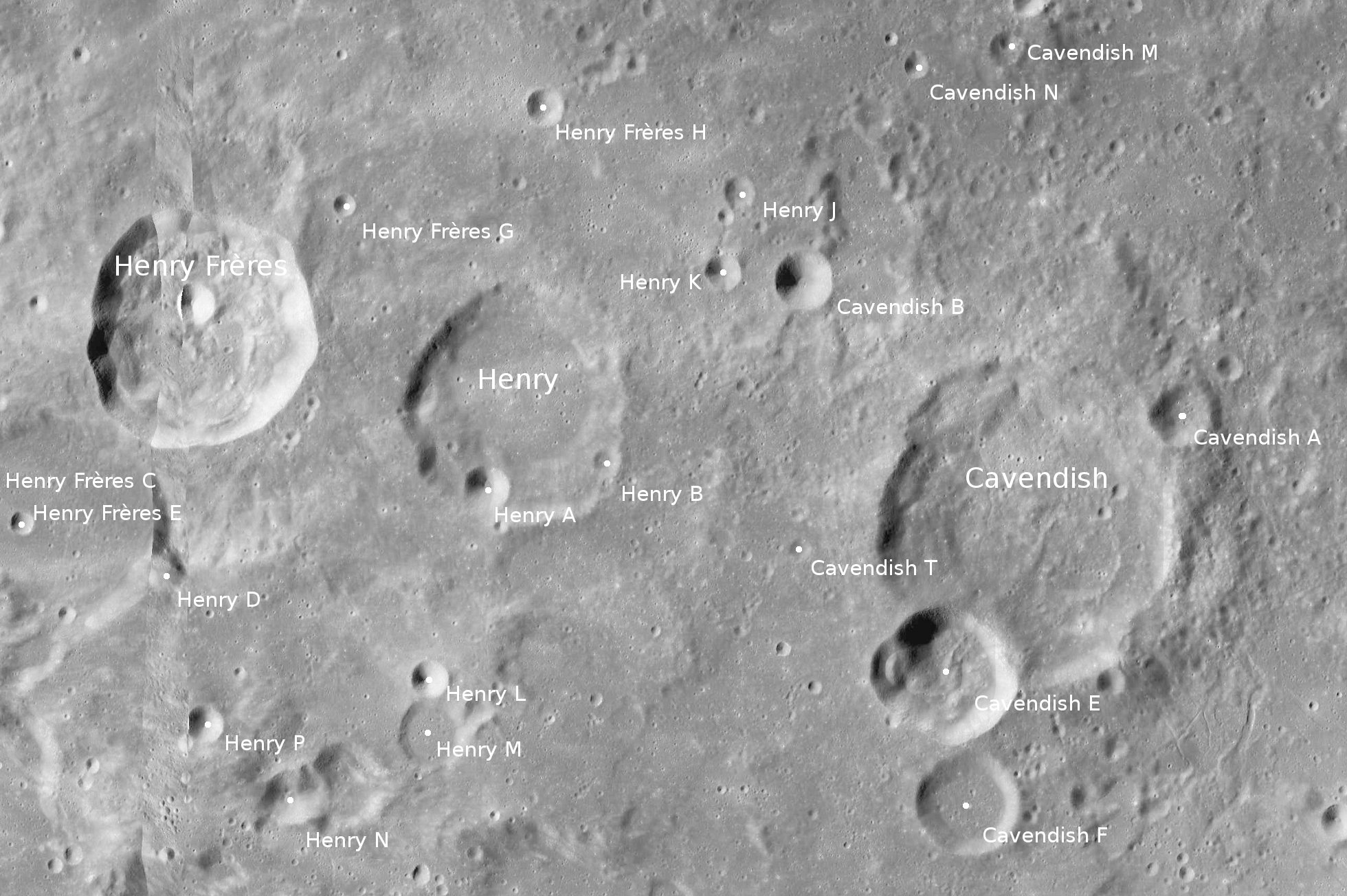
亨利兄弟陨石坑的周边，月球勘测轨道飞行器拍摄。

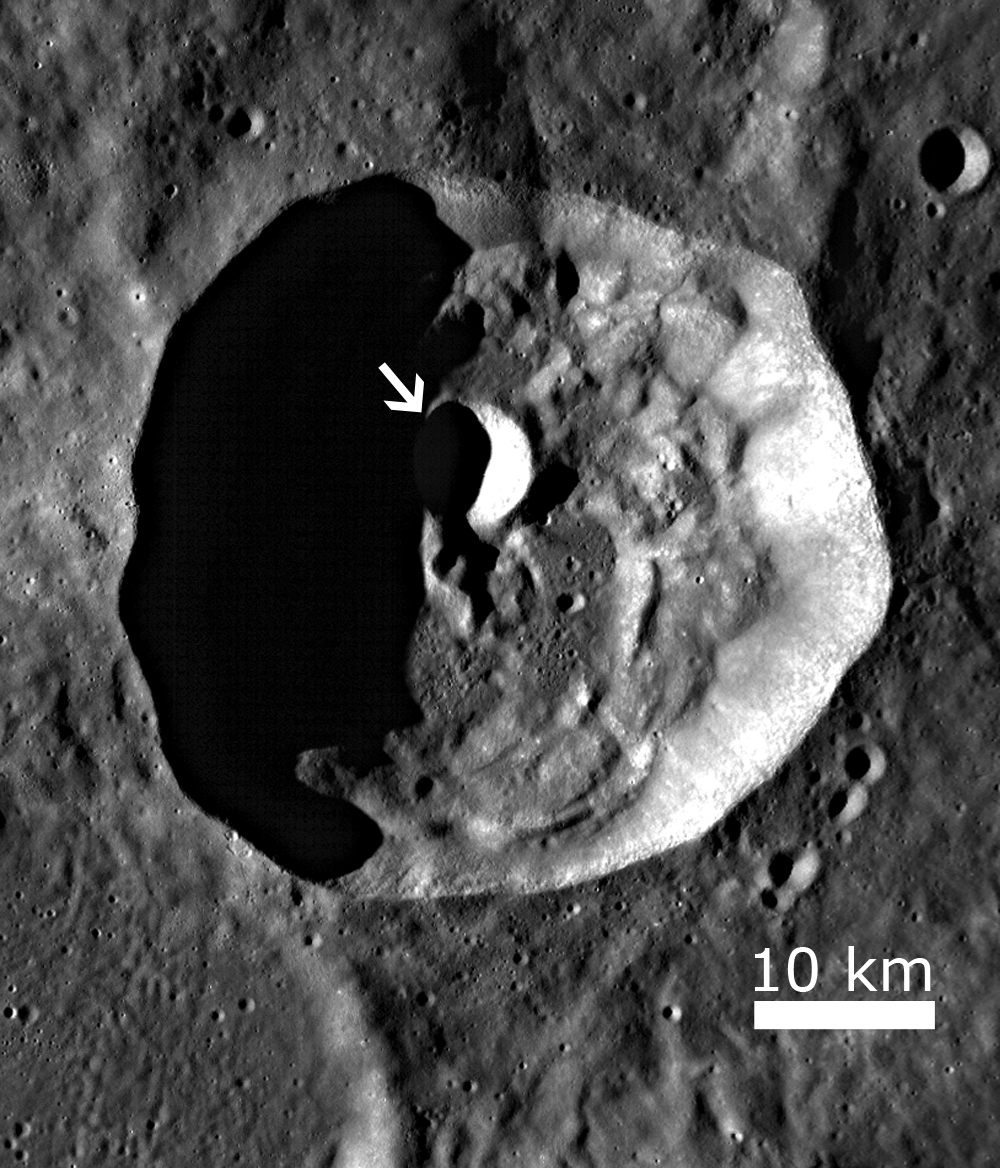
亨利兄弟陨石坑，月球勘测轨道飞行器拍摄。

该陨坑在被更名为亨利兄弟陨石坑前，曾被命名为普罗斯佩·亨利陨石坑，而现在的亨利陨石坑则称为保罗·亨利陨石坑，这些名称仍可在旧的月球地图中看到。亨利兄弟陨石坑西南偏南靠近比尔吉环形山、东面毗邻亨利陨石坑、而更大的韦达环形山则坐落它的东南。该陨坑中心月面坐标为23°30′S 58°54′W / 23.5°S 58.9°W，直径42公里，深度3.75公里。
亨利兄弟陨石坑的边缘轮廓接近圆形，西南侧稍向外凸，但从地球看，因透视作用而略似椭圆形。陨坑东北外壁有些不规则，但其它部分并未受明显的侵蚀或覆盖较大的撞击坑。坑壁高出周边地形1050米，内部容积约1300立方千米。除西部地区外，坑内地表相对平坦，靠北部坐落了一座醒目的小陨坑。一道来自卫星坑比尔吉 A的微弱射纹束从东至西横贯了整个坑底，因而，该陨坑也被月球及行星观测者协会（ALPO）列入《内侧壁坡带有暗黑辐射纹的撞击坑列表》。

## 卫星陨石坑
按惯例，最靠近亨利兄弟陨石坑的卫星坑将在月图上以字母标注在该坑的中心点旁。

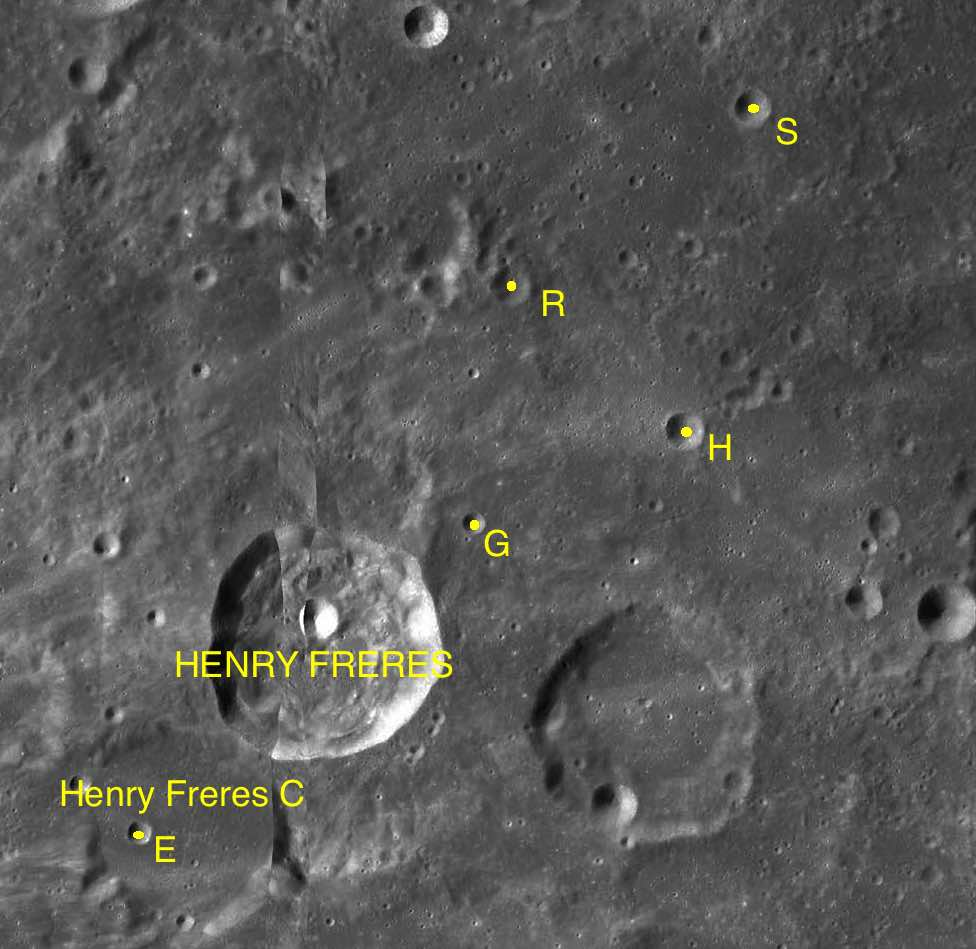
LAC-92 区域.

| 亨利兄弟 | 纬度    | 经度    | 直径    |
| -------- | ------- | ------- | ------- |
| C        | 24.6° S | 59.7° W | 37 公里 |
| E        | 24.6° S | 60.0° W | 4 公里  |
| G        | 22.8° S | 58.0° W | 4 公里  |
| H        | 22.3° S | 56.6° W | 6 公里  |
| R        | 21.5° S | 57.8° W | 7 公里  |
| S        | 20.5° S | 56.4° W | 6 公里  |

## 另请参阅
- 1516 亨利
- 亨利撞击坑 (火星)